# 巴赫沙利手稿

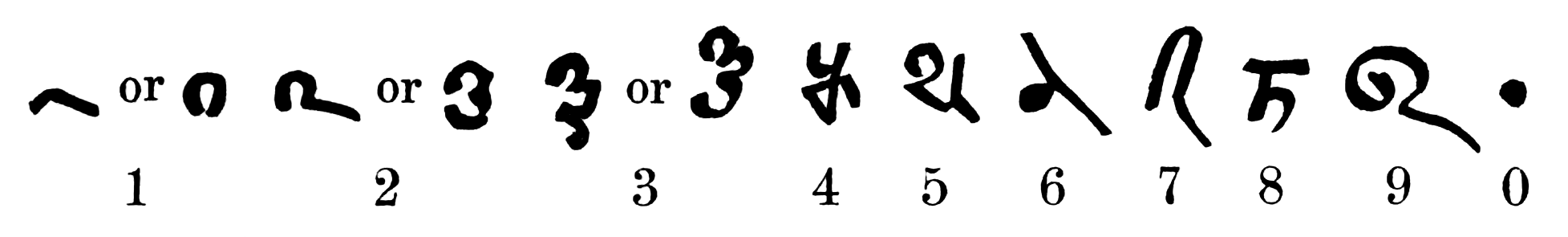
巴赫沙利手稿中使用的数字。

巴赫沙利手稿是一份写在桦树皮上的数学文本，1881年在英属印度的巴赫沙利村（今巴基斯坦马尔丹附近）被发现，现存于牛津大学博德利图书馆。它被认为是“现存最古老的印度数学”，部分可追溯至公元224-383年。牛津大学的研究小组将最右边的黑点标识作为迄今最古老的“零”符号。

## 发现
这份手稿出土于1881年，被巴赫沙利（今巴基斯坦开伯尔-普赫图赫瓦省）当地一个农民所发现。最早研究这份手稿的是梵语学家A. F. R. 霍恩雷。霍恩雷死后，G. R. Kaye研究了他的工作，并在1927年将其成书发表。
现存的手稿是不完整的，由70片桦树皮组成，没有人知道其正确的顺序应该怎样的。博德利图书馆表示，现在手稿目前太脆弱了，不足以供学者们研究。

## 内容
The Bakhshali manuscript is a handbook of rules and illustrative examples together with their solutions. It is devoted mainly to arithmetic and algebra, with just a few problems on geometry and mensuration. Only parts of it have been restored, so we cannot be certain about the balance between different topics.

巴赫沙利手稿是一本关于规则和示例以及解法的手册。它主要致力于算术和代数，也涉及了一些几何和测量。因为其只有部分被保留了下来，我们不能确定它在不同主题上涉及的多寡。

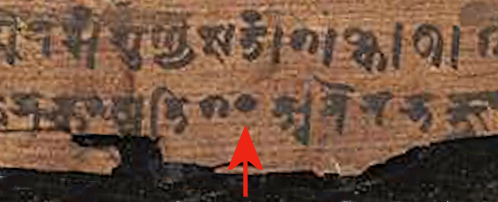
巴赫沙利手稿，數字「零」的細節

在巴赫沙利手稿中，规则和例子按一下顺序收集并书写：规则，例子（先用语言描述，再用符号表达），解法，和检验。其中涉及了算术，代数和几何，包括测量。涵盖的主题包括分数，平方根，算数及几何级数，简单方程求解，联立线性方程，二次方程和二阶不定方程。

### 组成
手稿是用一种夏拉达文的早期形式写作的，而夏拉达文主要使用于8~12世纪的克什米尔及附近地区。手稿的语言，尽管看起来像是梵文，但在发音和书体形态上都被当地方言所影响，这种结合的语言特征和佛教混合梵文类似。方言的重叠，尽管和Apabhraṃśa及古克什米尔语联系密切，但并不准确。手稿可能其中绝大多数规则和例子都原本使用梵文所写，一些章节则以用方言所写。推测手稿可能是一些不同语言写作的不同工作的片段汇总而来。Hayashi认为一些不规范的用语是因抄写或拼字不正确的原因造成的。
其中一章的扉页上声明，它是由一位婆罗门所写。他被称为“Chajaka之子”，“计算者之王”，为Vasiṣṭha之子Hasika之用。这位婆罗门可能是评论的作者也可能是手稿的抄写员。扉页附近出现了一个残缺的单词rtikāvati，猜测是指一个叫做Mārtikāvata的地名，这个地名曾被伐罗诃密希罗（同塔克西拉，健馱邏國一起）所提及的一个在西北印度的地方，被认为是写作此手稿的地方。

## 引用
1. 1 2 3 4 5 6  Takao Hayashi. . Helaine Selin  (编).  1. Springer. 2008: B1–B3  [2018-01-23]. ISBN 9781402045592. （原始内容存档于2020-08-19）.
2. ↑  . Bodleian Library. 2017-09-14  [2017-09-14]. （原始内容存档于2017-09-14）.
3. 1 2  John Newsome Crossley; Anthony Wah-Cheung Lun; Kangshen Shen; Shen Kangsheng. . Oxford University Press. 1999. ISBN 0-19-853936-3.
4. ↑  Hoernle 1887.
5. 1 2  Bibhutibhusan Datta.  35 (4). Bull. Amer. Math. Soc.: 579–580. 1929  [2018-01-23]. （原始内容存档于2015-11-29）.
6. ↑  G G Joseph.  1st Edition. London: I. B. Tauris. 1991  [2018-01-24]. ISBN 978-0-691-13526-7. （原始内容存档于2018-12-09）.
7. 1 2  Plofker, Kim, , Princeton University Pres: 158, 2009, ISBN 978-0-691-12067-6
8. 1 2  Hayashi 1995，第54頁.
9. ↑  Section VII 11, corresponding to folio 46v.(Hayashi 1995，第54頁)
10. ↑  Hayashi 1995，第26頁.